# Bottidda
Bottidda (Bòtidda en sarde) est une commune de la province de Sassari dans la région Sardaigne, en Italie.

## Géographie
« Un chemin difficile mène à Bottidda dans une fertile vallée au pied du mont Corona, dépendant de la chaîne du Monteraso, et ainsi appelé d'une noraghe bâtie au sommet et qui le ceint pittoresquement comme une couronne.
Ce village en proie aux vendette ne compte guère plus de six cents habitants ; toujours armés, ils commettent de fréquents meurtres. Cet état violent s'oppose aux soins que réclameraient les champs et les troupeaux.
Près de Bottidda, au nord, est l'église des frères mineurs. Le couvent fondé vers 1640, n'est plus occupé que par un religieux et quatre laïques. La fête de Saint-Antoine de Padoue de Bottidda se célèbre à l'église des frères et attire la foule des villages voisins qui vient danser et assister aux courses. »

— Antoine Claude Valery in Voyages en Corse, à l'île d'Elbe et en Sardaigne, 1837 - tome 2, p. 310.

### Communes limitrophes
La commune de Bottidda est attenante à : Bono, Bonorva, Burgos (Italie), Esporlatu, Illorai, Orotelli.

## Administration
| Période                                  | Période | Identité | Étiquette | Qualité |
| ---------------------------------------- | ------- | -------- | --------- | ------- |
|                                          |         |          |           |         |
| Les données manquantes sont à compléter. |         |          |           |         |

### Évolution démographique
Habitants recensés